# جامع المجيدية (بيروت)
جامع المجيدية أو الجامع المجيدي هو مسجد يعود للعصر العثماني ويقع في وسط العاصمة اللبنانية بيروت.

## تاريخ نشأة المسجد
كان المسجد في بادئ الأمر قلعة عسكرية بحرية من قلاع بيروت البحرية وبرجًا من أبراجها المطلة على البحر الأبيض المتوسط، وكان امتدادًا لسوق الطويلة، كما تم استخدام الطابق السفلي للقلعة كمخزن للتجار، بما في ذلك تجارة الأخشاب. بين 1257 و1260هـ، أضيف جناح على الجانب الغربي من القلعة إلى القلعة قبل تحويله إلى مسجد، تأسس كزاوية للصلاة عام 1699 تحت اسم «زاوية الشيخ محمد الشويخ» وفي عهد السلطان عبد المجيد الأول تم تحويله لمسجد عام 1844 (1260 هـ) باسم جامع المجيدية.
في وقت لاحق، تم بناء الفناء الداخلي والسقف وفتح الباب الذي يتيح الوصول إلى طريق الميناء مع سلم حجري صخري.

أضيف إلى المسجد بعض الإضافات في عهد السلطان عبد الحميد الثاني، والذي جدد بناءه عام 1906م، على بابه القبلي (الجنوبي) ثبتت رخامة نقش عليه العبارة التالية:
«بسم الله الرحمن الرحيم - جامع المجيديّة سنة 1187 هجريّة، وتجدد في عهد السلطان عبد المجيد العثماني سنة 1257 هجرية».

## العدوان على المسجد
في العام 1840م أطلقت الأساطيل الأوروبية المتحالفة وهي الأساطيل البريطانية، الروسية، النمساوية مدافعها على سور هذه القلعة قبل أن يتحول إلى جامع، وذلك عند حصار هذه الأساطيل لبيروت إبان حربها ضد الجيش المصري. وكانت آثار هذا القصف في أوائل القرن العشرين ظاهرة في الجدار الشمالي.
أوقف المسلمون في بيروت على هذا المسجد الكثير من الأوقاف، وخلال الحرب الأهلية في لبنان هدم قسم كبير من الجامع وخاصة مأذنته، لكن بعد الحرب تم إعادة ترميمه وتجديده عام 1995، وأضيف إليه مئذنة عثمانية ثانية،  وتم إدخال التكييف الهوائي والماء البارد.

## الاشراف على المسجد
كان متولي أوقافه الحاج عبد القادر بن مصطفى العيتاني، ثم من بعده الحاج أحمد بن عبد القادر العيتاني، وقد توارث آل العيتاني جيلاً بعد جيل الإشراف عليه، وكان عبد الله أحمد العيتاني مشرفاً عليه في سنوات قبل أحداث لبنان عام 1975م، أما خطيب المسجد في القرن التاسع عشر الميلادي فقد كان الشيخ عبد الرحمن بن محمد الحوت البيروتي.

## قبور المسجد
أثناء الحفر والترميم وإجراء التعديلات، عثر في الجهة الشرقية من المسجد على قبور كثيرة لآل الفاخوري ولآل العيتاني، وللقيمين على الزاوية وعلى المسجد فيما بعد طيلة سنوات طويلة، لذلك صدرت الفتوى الشرعية من مفتي الجمهورية اللبنانية محمد رشيد قباني، بجمع رفات تلك القبور، ووضعها في قبور قليلة العدد في الجهة الغربية من المسجد، لأن المساحة تضيق بإعادة جميع القبور كما كانت، علماً أن غالبية المدفونين في القبور المهدمة لم تكن معروفة الاسم بسبب تعرضها للهدم خلال أعوام 1975-1990.